# Чемпионат Азии по боксу 2013
Чемпионат Азии по боксу 2013 года проходил в столице Иордании — Аммане с 1 по 8 июля. Соревнования посетил принц Иордании Хусейн ибн Абдалла.

## Распределение наград
| Категории                  | Золото             | Серебро                  | Бронза                                 |
| Минимальный (до 49 кг)     | Темиртас Жусупов   | Девендро Сингх           | Люй Бинь Тосё Касивадзаки              |
| Наилегчайший (до 52 кг)    | Азат Усеналиев     | Шахобиддин Зоиров        | Танеш Онджунта Муртаза ас-Судани       |
| Легчайший (до 56 кг)       | Шива Тхапа         | Обада аль-Касбех         | Омурбек Малабеков Кэндзи Фудзита       |
| Лёгкий (до 60 кг)          | Берик Абдрахманов  | Сайлом Ади               | Барядигийн Жавхлан Анвар Юнусов        |
| 1-й полусредний (до 64 кг) | Мерей Акшалов      | Уранчимэгийн Монх-Эрдэнэ | Ермек Сакенов Манодж Кумар             |
| Полусредний (до 69 кг)     | Данияр Елеусинов   | Мандип Джангра           | Мохаммад аль-Асси Жаргалын Отгонжаргал |
| 2-й средний (до 75 кг)     | Жанибек Алимханулы | Навруз Джафоев           | Саджад Мехраби Вахид Абдул-Рида        |
| Полутяжёлый (до 81 кг)     | Ойбек Мамазулунов  | Адильбек Ниязымбетов     | Анават Тонгкраток Эхсан Рузбахани      |
| 1-й тяжёлый (до 91 кг)     | Антон Пинчук       | Ихаб аль-Матбули         | Мирзобек Хасанов Сергей Паренко        |
| Тяжёлый (свыше 91 кг)      | Иван Дычко         | Иззатулла Эргашев        | Мохамад Мулаес Джасем Делавари         |

## До 49 кг
1/8 финала
- Надир Мирзахмедов ( Узбекистан) — Еган Ли ( Республика Корея) — 2:1
- Корнелис Вангу ( Индонезия) — М. М. Прабашвара ( Шри-Ланка) — 2:1
- Лу Бинь ( Китай) — Фуад Мохд Редзуан ( Малайзия) — 3:0
- Тосё Касивадзаки ( Япония) — Юранан Докралхок ( Таиланд) — 3:0
- Гандулам Мунгун-Эрден ( Монголия) — Ахмед Фахад аль-Фаифи ( Саудовская Аравия) — 3:0
- Роджен Ладон ( Филиппины) — Хассан Али Насер ( Ирак) — 3:0
- Темиртас Жусупов ( Казахстан) — Турат Осмонов ( Кыргызстан) — 3:0

1/4 финала
- Лайшрам Девендро Сингх ( Индия) — Надир Мирзахмедов ( Узбекистан) — 3:0
- Лу Бинь ( Китай) — Корнелис Вангу ( Индонезия) — 3:0
- Тосё Касивадзаки ( Япония) — Гандулам Мунгун-Эрден ( Монголия) — 3:0
- Темиртас Жусупов ( Казахстан) — Роджен Ладон ( Филиппины) — 2:0

1/2 финала
- Лайшрам Девендро Сингх ( Индия) — Лу Бинь ( Китай) — 3:0
- Темиртас Жусупов ( Казахстан) — Тосё Касивадзаки ( Япония) — 3:0

финал
- Темиртас Жусупов ( Казахстан) — Лайшрам Девендер Сингх ( Индия) — 2:1

## До 52 кг
1/16 финала
- Рей Салудар ( Филиппины) — Сёта Хаясида ( Япония) — 2:1

1/8 финала
- Рей Салудар ( Филиппины) — Ильяс Сулейманов ( Казахстан) — 2:1
- Танеш Онджунта ( Таиланд) — Самер Хумаиди ( Саудовская Аравия) — 3:0
- Шахобиддин Зоиров ( Узбекистан) — Мадан Лал ( Индия) — 3:0
- Ким Чэгёнъ ( Республика Корея) — Эркин Джамантай ( Монголия) — 3:0
- Азат Усеналиев ( Кыргызстан) — Иман Таеби ( Иран) — 3:0
- Хулио Бриа ( Индонезия) — Бай Фугуэй ( Китайский Тайбэй) — 3:0
- Ареф Назари Мохаммад ( Афганистан) — Адель Алматбули ( Иордания) — 2:1
- Муртаза Аль-Судани ( Ирак) — Май Цинсянь ( Китай) — 3:0
- ; 1/4 финала
- Танеш Онджунта ( Таиланд) — Рей Салудар ( Филиппины) — 3:0
- Шахобиддин Зоиров ( Узбекистан) — Ким Чэгёнъ ( Республика Корея) — 3:0
- Азат Усеналиев ( Кыргызстан) — Хулио Бриа ( Индонезия) — 3:0
- Муртаза Аль-Судани ( Ирак) — Ареф Назари Мохаммад ( Афганистан) — 2:1

1/2 финала
- Шахобиддин Зоиров ( Узбекистан) — Танеш Онджунта ( Таиланд) — 2:1
- Азат Усеналиев ( Кыргызстан) — Муртаза Аль-Судани ( Ирак) — 3:0

финал
- Азат Усеналиев ( Кыргызстан) — Шахобиддин Зоиров ( Узбекистан) — 3:0

## До 56 кг
1/16 финала
- Омурбек Малабеков ( Кыргызстан) — Аммар Хассан ( Ирак) — 3:0

1/8 финала
- Омурбек Малабеков ( Кыргызстан) — Алтангерел Даваадалай ( Монголия) — 2:1
- Дончай Тати ( Таиланд) — Азат Ходжануров ( Туркменистан) — 2:1
- Кайрат Ералиев ( Казахстан) — Марио Фернандес ( Филиппины) — 3:0
- Шива Тхапа ( Индия) — Линьень Ли ( Китайский Тайбэй) — 3:0
- Кэндзи Фудзита ( Япония) — Эхсан Сепахванд ( Иран) — 3:0
- Рафикжон Султанов ( Узбекистан) — Юлиус Маук ( Индонезия) — 3:0
- Обада аль-Касбех ( Иордания) — Минь Хун ( Республика Корея) — нокаут
- Йо Луньхай ( Китай) — Залмай Шрифи ( Афганистан) — 3:0

1/4 финала
- Омурбек Малабеков ( Кыргызстан) — Дончай Тати ( Таиланд) — 3:0
- Шива Тхапа ( Индия) — Кайрат Ералиев ( Казахстан) — 2:1
- Кэндзи Фудзита ( Япония) — Рафикжон Султанов ( Узбекистан) — 3:0
- Обада аль-Касбех ( Иордания) — Йо Луньхай ( Китай) — 2:1

1/2 финала
- Шива Тхапа ( Индия) — Омурбек Малабеков ( Кыргызстан) — 3:0
- Обада аль-Касбех ( Иордания) — Кэндзи Фудзита ( Япония) — 3:0

финал
- Шива Тхапа ( Индия) — Обада аль-Касбех ( Иордания) — 2:1

## До 60 кг
1/16 финала
- Жавхлан Барнадий ( Монголия) — Раззак Балох ( Пакистан) — 3:0
- Викаш Малик ( Индия) — Мохд Хайбар Нуристани ( Афганистан) — 3:0
- Берик Абдрахманов ( Казахстан) — Лю Цян ( Китай) — 2:1

1/8 финала
- Жавхлан Барнадий ( Монголия) — Ли Джонмин ( Республика Корея) — 3:0
- Сейф Курайш ( Иордания) — Абдуллатеф Садик Мохамед ( Катар) — 3:0
- Сайлом Арди ( Таиланд) — Хунель Кантансио ( Филиппины) — 3:0
- Дайсукэ Наримацу ( Япония) — Медер Мамакеев ( Кыргызстан) — 3:0
- Анвар Юнусов ( Таджикистан) — Викаш Малик ( Индия) — 3:0
- Керим Есенмурадов ( Туркменистан) — Абниэль Даниэль ( Индонезия) — 3:0
- Мохаммад Момеванд ( Иран) — Али Аленези ( Кувейт) — 3:0
- Берик Абдрахманов ( Казахстан) — Ганим Амир Хадим ( Ирак) — 3:0

1/4 финала
- Жавхлан Барнадий ( Монголия) — Сейф Курайш ( Иордания) — 3:0
- Сайлом Арди ( Таиланд) — Дайсукэ Наримацу ( Япония) — 3:0
- Анвар Юнусов ( Таджикистан) — Керим Есенмурадов ( Туркменистан) — 3:0
- Берик Абдрахманов ( Казахстан) — Мохаммад Момеванд ( Иран) — 2:1

1/2 финала
- Сайлом Арди ( Таиланд) — Жавхлан Барнадий ( Монголия) — 3:0
- Берик Абдрахманов ( Казахстан) — Анвар Юнусов ( Таджикистан) — 2:1

финал
Берик Абдрахманов ( Казахстан) — Сайлом Арди ( Таиланд) — 2:1

## До 64 кг
1/16 финала
- Улугбек Холмуратов ( Узбекистан) — Хассан Хал ( Саудовская Аравия) — 3:0
- Хироки Иноуэ ( Япония) — Хоэль Бачо ( Филиппины) — 3:0
- Голара Фарутан ( Иран) — Амир Хан ( Пакистан) — 3:0
- Вуттичай Масук ( Таиланд) — Мурад Пазиев ( Туркменистан) — 3:0
- Юйвэй У ( Китайский Тайбэй) — Мохаммед Менави ( Государство Палестина) — 3:0
- Маной Кумар ( Индия) — Ибрагим Салех ( Иордания) — 3:0

1/8 финала
- Ли Цюаньлун ( Китай) — Улугбек Холмуратов ( Узбекистан) — 2:1
- Мерей Акшалов ( Казахстан) — Али Мазафар ( Кувейт) — нокаут
- Хироки Иноуэ ( Япония) — Ли Хванджин ( Республика Корея) — 3:0
- Ермек Сакенов ( Кыргызстан) — Голара Фарутан ( Иран) — 2:1
- Вуттичай Масук ( Таиланд) — Каис Рахими ( Афганистан) — 3:0
- Уранчимэгийн Монх-Эрдэнэ ( Монголия) — Юйвэй У ( Китайский Тайбэй) — 3:0
- Хир Акьязлан ( Малайзия) — Винки Монтолалу ( Индонезия) — 3:0
- Манодж Кумар ( Индия) — Мохамед И. М. Дильшан ( Шри-Ланка) — 3:0

1/4 финала
- Мерей Акшалов ( Казахстан) — Ли Цюаньлун ( Китай) — 2:1
- Ермек Сакенов ( Кыргызстан) — Хироки Иноуэ ( Япония) — 3:0
- Уранчимэгийн Монх-Эрдэнэ ( Монголия) — Вуттичай Масук ( Таиланд) — 2:1
- Манодж Кумар ( Индия) — Хир Акьязлан ( Малайзия) — 3:0

1/2 финала
- Мерей Акшалов ( Казахстан) — Ермек Сакенов ( Кыргызстан) — 3:0
- Уранчимэгийн Монх-Эрдэнэ ( Монголия) — Манодж Кумар ( Индия) — 3:0

финал
- Мерей Акшалов ( Казахстан) — Уранчимэгийн Монх-Эрдэнэ ( Монголия) — 3:0

## До 69 кг
1/16 финала
- Жаргал Отгонжаргал ( Монголия) — Ахмед Харара ( Государство Палестина) — отказ
- Нодирбек Косимов ( Узбекистан) — Ясухиро Судзуки ( Япония) — 3:0
- Виссам Джаббар ( Ирак) — Юйлинь Лю ( Китайский Тайбэй) — 3:0
- Мохамед аль-Асси ( Иордания) — Али Халид ( Кувейт) — нокаут

1/8 финала
- Жаргал Отгонжаргал ( Монголия) — Хоссам Альзахрани ( Саудовская Аравия) — нокаут
- Аллах Дад Рахими ( Афганистан) — Жакыпбек Эркинбек уулу ( Кыргызстан) — 2:1
- Мандип Джангра ( Индия) — Ходор Антар ( Ливан) — 3:0
- Нодирбек Косимов ( Узбекистан) — Амин Гасемипур ( Иран) — 3:0
- Данияр Елеусинов ( Казахстан) — Виссам Джаббар ( Ирак) — 3:0
- Майматти Тусункьонг ( Китай) — Бахтияр Машарипов ( Туркменистан) — 2:1
- Апичет Сансит ( Таиланд) — Кусдийоно ( Индонезия) — нокаут
- Мохамед аль-Асси ( Иордания) — Кан Кёндон ( Республика Корея) — 3:0

1/4 финала
- Жаргал Отгонжаргал ( Монголия) — Аллах Дад Рахими ( Афганистан) — 3:0
- Мандип Джангра ( Индия) — Нодирбек Косимов ( Узбекистан) — 2:1
- Данияр Елеусинов ( Казахстан) — Майматти Тусункьонг ( Китай) — 3:0
- Мохамед аль-Асси ( Иордания) — Апичет Сансит ( Таиланд) — 3:0

1/2 финала
- Мандип Джангра ( Индия) — Жаргал Отгонжаргал ( Монголия) — 3:0
- Данияр Елеусинов ( Казахстан) — Мохамед аль-Асси ( Иордания) — 3:0

финал
- Данияр Елеусинов ( Казахстан) — Мандип Джангра ( Индия) — 3:0

## До 75 кг
1/16 финала
- Саджад Мехраби ( Иран) — Алекс Татонтос ( Индонезия) — 3:0
- Омид Сухраби ( Афганистан) — Майлава А. Диваратне ( Шри-Ланка) — 3:0
- Ким Дэхван ( Республика Корея) — Набах Хзам ( Катар) — 3:0

1/8 финала
- Саджад Мехраби ( Иран) — Азизбек Ачилов ( Туркменистан) — 3:0
- Ян Юйтин ( Китайский Тайбэй) — Одай Алхиндави ( Иордания) — 2:1
- Жанибек Алимханулы ( Казахстан) — Шухрат Абдуллаев ( Узбекистан) — 2:1
- Вэнь Иньхан ( Китай) — Наджед Саллум ( Ливан) — 3:0
- Вахид Абдерредха ( Ирак) — Омид Сухраби ( Афганистан) — 3:0
- Чулуунтумур Тумурхуяг ( Монголия) — Рёта Хамадзаки ( Япония) — 2:1
- Навруз Джафоев ( Таджикистан) — Апхисит Кананкхоккхруи ( Таиланд) — 2:0
- Сухдип Сингх ( Индия) — Ким Дэхван ( Республика Корея) — 3:0

1/4 финала
- Саджад Мехраби ( Иран) — Ян Юйтин ( Китайский Тайбэй) — 3:0
- Жанибек Алимханулы ( Казахстан) — Вэнь Иньхан ( Китай) — нокаут
- Вахид Абдерредха ( Ирак) — Чулуунтумур Тумурхуяг ( Монголия) — 3:0
- Навруз Джафоев ( Таджикистан) — Сухдип Сингх ( Индия) — 2:1

1/2 финала
- Жанибек Алимханулы ( Казахстан) — Саджад Мехраби ( Иран) — 2:1
- Навруз Джафоев ( Таджикистан) — Вахид Абдерредха ( Ирак) — 3:0

финал
Жанибек Алимханулы ( Казахстан) — Навруз Джафоев ( Таджикистан) — 3:0

## До 81 кг
1/8 финала
- Ойбек Мамазулунов ( Узбекистан) — Джагруп Сингх ( Индия) — 3:0
- Анават Тонгкраток ( Таиланд) — Александр Панарин ( Кыргызстан) — 2:1
- Али Реза Хуссейни ( Афганистан) — Хи Гун Ян ( Республика Корея) — нокаут
- Эхсан Розбахани ( Иран) — Расул Юлдашев ( Туркменистан) — 3:0
- Адильбек Ниязымбетов ( Казахстан) — Джехад Мохаммед Абу Алхер ( Иордания) — 3:0

1/4 финала
- Ойбек Мамазулунов ( Узбекистан) — Сандагсурен Эрденебаяр ( Монголия) — 3:0
- Анават Тонгкраток ( Таиланд) — Али Реза Хуссейни ( Афганистан) — 3:0
- Эхсан Розбахани ( Иран) — Весам Марджир Алалави ( Саудовская Аравия) — нокаут
- Адильбек Ниязымбетов ( Казахстан) — Кристианус Нонг Седо ( Индонезия) — нокаут

1/2 финала
- Ойбек Мамазулунов ( Узбекистан) — Анават Тонгкраток ( Таиланд) — нокаут
- Адильбек Ниязымбетов ( Казахстан) — Эхсан Розбахани ( Иран) — 2:1

финал
- Ойбек Мамазулунов ( Узбекистан) — Адильбек Ниязымбетов ( Казахстан) — 2:1

## До 91 кг
1/8 финала
- Ихаб Алматбули ( Иордания) — Ван Сюаньсюань ( Китай) — 3:0

1/4 финала
- Ихаб Алматбули ( Иордания) — Али Мазахери ( Иран) — 3:0
- Мирзобек Хасанов ( Узбекистан) — Динеш Кумар ( Индия) — 2:1
- Антон Пинчук ( Казахстан) — Хо Джинхо ( Республика Корея) — 3:0
- Сергей Паренко ( Кыргызстан) — Хайбар Султани ( Афганистан) — нокаут

1/2 финала
- Ихаб Алматбули ( Иордания) — Мирзобек Хасанов ( Узбекистан) — 2:1
- Антон Пинчук ( Казахстан) — Сергей Паренко ( Кыргызстан) — 3:0

финал
- Антон Пинчук ( Казахстан) — Ихаб Алматбули ( Иордания) — 3:0

## Свыше 91 кг
1/8 финала
- Изатулла Эргашев ( Узбекистан) — Хайдер Бани Лам ( Ирак) — 3:0
- Джассем Делавари ( Иран) — Чжу Хван Ким ( Республика Корея) — 3:0
- Иван Дычко ( Казахстан) — Сейф Бадран ( Иордания) — нокаут

1/4 финала
- Изатулла Эргашев ( Узбекистан) — Алефуддин Факири ( Афганистан) — нокаут
- Мохамед Мулиес ( Сирия) — Махмуд Мханна ( Государство Палестина) — нокаут
- Джассем Делавари ( Иран) — Гу Гуанмин ( Китай) — 2:1
- Иван Дычко ( Казахстан) — Сатиш Кумар ( Индия) — 3:0

1/2 финала
- Изатулла Эргашев ( Узбекистан) — Мохамед Мулиес ( Сирия) — 2:1
- Иван Дычко ( Казахстан) — Джассем Делавари ( Иран) — 3:0

финал
- Иван Дычко ( Казахстан) — Изатулла Эргашев ( Узбекистан) — 3:0

## Таблица медалей
| Место | Страна      | Золото | Серебро | Бронза | Всего |
| ----- | ----------- | ------ | ------- | ------ | ----- |
| 1     | Казахстан   | 7      | 1       | 0      | 8     |
| 2     | Индия       | 1      | 2       | 1      | 4     |
| 2     | Узбекистан  | 1      | 2       | 1      | 4     |
| 4     | Кыргызстан  | 1      | 0       | 3      | 4     |
| 5     | Иордания    | 0      | 2       | 1      | 3     |
| 6     | Монголия    | 0      | 1       | 2      | 3     |
| 6     | Таиланд     | 0      | 1       | 2      | 3     |
| 8     | Таджикистан | 0      | 1       | 1      | 2     |
| 9     | Иран        | 0      | 0       | 3      | 3     |
| 10    | Ирак        | 0      | 0       | 2      | 2     |
| 10    | Япония      | 0      | 0       | 2      | 2     |
| 12    | Китай       | 0      | 0       | 1      | 1     |
| 12    | Сирия       | 0      | 0       | 1      | 1     |
| Всего | Всего       | 10     | 10      | 20     | 40    |

## Страны-участники
- Афганистан (9)
- Индия (10)
- Индонезия (8)
- Иордания (9)
- Ирак (7)
- Иран (9)
- Казахстан (10)
- Катар (2)
- Кыргызстан (8)
- Китайский Тайбэй (5)
- Китай (9)
- Республика Корея (10)
- Кувейт (3)
- Ливан (2)
- Малайзия (2)
- Монголия (8)
- Пакистан (2)
- Государство Палестина (3)
- Саудовская Аравия (5)
- Сирия (1)
- Таджикистан (2)
- Таиланд (8)
- Туркменистан (6)
- Узбекистан (9)
- Филиппины (5)
- Шри-Ланка (3)
- Япония (7)

## Судьи
- Нурбек Батыров
- Мохамед Брахам
- Эвангелос Буюкас
- Мик Бэси
- Мэн Ван
- Пьетро Маттео Вентуру
- Ровшан Гусейнов
- Баходыр Джуманиязов
- Нишантха Дхармадса
- Ивелин Иванов
- Ким Соквон
- Азман Лазизи
- Казимеж Метла
- Хассан Мудрика
- Рахимжан Рысбаев
- Аннамурад Сахатов
- Хейра Сиди Якуб
- Чэнь Цзиньмин
- Рене Юст